# Gert Fricker

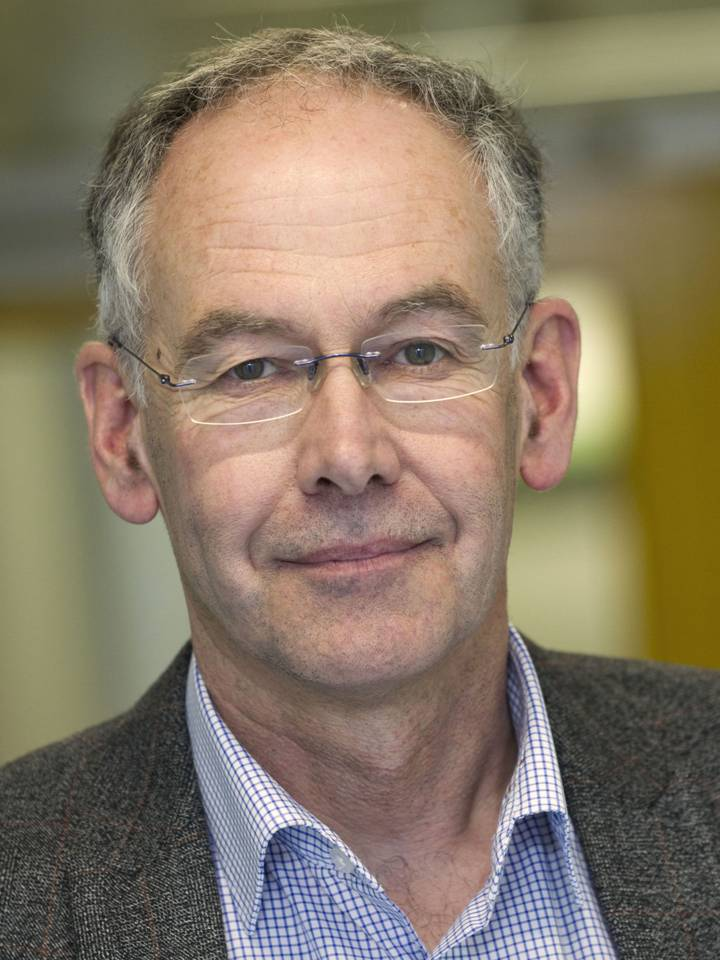
Gert Fricker (2012)

Gert Wilhelm Mathias Fricker (* 5. Juni 1956 in Ludwigshafen am Rhein) ist ein deutscher Biochemiker und Professor an der Universität Heidelberg. Gert Fricker ist Direktor am Institut für Pharmazie und Molekulare Biotechnologie an der Fakultät für Ingenieurwissenschaften der Universität Heidelberg, seit 2002 dort Studiendekan für das Fach Pharmazie und seit 2023 dort Mitglied des Senats der Universität Heidelberg. Am IPMB leitet er die Abteilung Pharmazeutische Technologie und Biopharmazie. Innerhalb der Arbeitsgemeinschaft für Pharmazeutische Verfahrenstechnik (APV) gehört er zur Fachgruppe Ausbildung und Wissenschaft. Zusammen mit Michael Wink ist er Geschäftsführer des Steinbeis-Transfer-Zentrums für Biopharmazie und Analytik in Heidelberg. Weiterhin ist Fricker Mitgründer des Unternehmens HeiDelTec GmbH (Heidelberg Delivery Technologies).

## Werdegang
Von 1975 bis 1981 studierte Gert Fricker Chemie und Medizin an der Universität Freiburg. 1986 wurde er in Freiburg an der Fakultät für Chemie und Pharmazie, Fachbereich Biochemie, zum Dr. rer. nat. promoviert. Danach arbeitete er für zwei Jahre als Postdoc am Universitätsspital Zürich. 1988 wechselte G. Fricker in die Industrie und ging zu Sandoz nach Basel. Dort arbeitete er in der Abteilung Drug Delivery Systems. Während seiner Zeit in Basel wurde er in Freiburg auf dem Gebiet der Experimentellen Medizin habilitiert. 1995 folgte Gert Fricker dann einem Ruf der Universität Heidelberg und wurde Professor am Institut für Pharmazeutische Technologie und Biopharmazie. 2002 wurde er Direktor am Institut für Pharmazie und Molekulare Biotechnologie der Universität Heidelberg. 2014 erhielt er eine Gastprofessur am Eugene-Applebaum College of Pharmacy and Health Sciences der Wayne State University, Detroit, Michigan, USA. Weiterhin ist Fricker seit 1985 am Mount Desert Island Biological Laboratory, Salsbury Cove, Maine, USA, als Visiting Principal Investigator tätig.

## Arbeitsgebiete
Gert Fricker und sein Arbeitskreis beschäftigen sich mit den Themen Drug Delivery (vor allem durch die Blut-Hirn-Schranke bzw. Choroid plexus), Drug Targeting, Membrantransport, Verbesserung der Wirkstoffaufnahme und Bioverfügbarkeit, sowie der Funktion und Beeinflussung der ABC-Transporter. Von technologischer Relevanz sind u. a. Arbeiten auf dem Gebiet der Mikro- und Nanopartikel, Liposomen und Mikroemulsionen.
Dem Arbeitskreis zugehörig ist die Gruppe um Gabriele Reich, deren Schwerpunkte auf Weichgelatinekapseln, Process Analytical Technology (PAT), Nahinfrarotspektroskopie (NIRS) und Depotarzneiformen auf Basis innovativer Biopolymere liegen.
Fricker richtet das jährliche Barrieren- und Transporter-Treffen in Bad Herrenalb aus.

## Lehrveranstaltungen
Gert Fricker lehrt in den Studiengängen Pharmazie und Molekulare Biotechnologie an der Universität Heidelberg.
- Biopharmazie (Pharmazie)
- Pharmazeutische Technologie (Pharmazie)
- Ringvorlesung Wirkstoffforschung (Molekulare Biotechnologie)
- Ernährungslehre (Pharmazie)

## Mitgliedschaft in wissenschaftlichen Gesellschaften
- Deutsche Pharmazeutische Gesellschaft (DPhG)
- Arbeitsgemeinschaft für Pharmazeutische Verfahrenstechnik (APV)
- American Association of Pharmaceutical Scientists (AAPS)
- Controlled Release Society, German Section (CRS)
- Lifetime Member des Mount Desert Island Biological Laboratory, Salsbury Cove, ME, USA
- European Intestinal Transport Group (EITG)
- International Blood Brain Barrier Society (IBBS)
- Yale Liver Center

## Preise und Auszeichnungen
- 1998: Wissenschaftspreis der International Association of Pharmaceutical Technology (APV) für herausragende Forschungsleistungen in der Pharmazie
- 2003: Dietrich Schmähl-Preis der Central European Society for Anticancer Research CESAR (overcoming p-glycoprotein at the blood brain barrier)
- 2003: Phönix–Pharmazie-Preis für Exzellenz in Pharmazeutischer Pharmakologie (Taxolbehandlung von Gehirntumoren)
- 2009: Phönix–Pharmazie-Preis für Exzellenz in Pharmazeutischer Technologie (Nanopartikel für ZNS-Targeting)

## Veröffentlichungen (Auswahl)
- mit P. Langguth und H. Wunderli-Allenspach: Biopharmazie. Wiley-VCH, Weinheim 2004, ISBN 3-527-30455-X.
- mit M. Ott und A. Mahringer: The Blood Brain Barrier (BBB). Springer, Heidelberg 2014, ISBN 978-3-662-43786-5.
- mit BL. Keller, CA. Lohmann, SO. Kyeremateng: Synthesis and Characterization of Biodegradable Poly(butyl cyanoacrylate) for Drug Delivery Applications. in Polymers (Basel). 2022 Feb 28;14(5):998. doi: 10.3390/polym14050998.
- mit E. Puris, S. Auriola, S. Petralla, R. Hartman, M. Gynther, ECM. de Lange: Altered protein expression of membrane transporters in isolated cerebral microvessels and brain cortex of a rat Alzheimer's disease model. in Neurobiology of Disease. 2022 Jul;169:105741. doi:10.1016/j.nbd.2022.105741.
- mit C. Lechner, U. Mönning, A. Reichel: Potential and limits of kidney cells for evaluation of renal excretion. in Pharmaceuticals (Basel). Band 14, 2021, 908. doi:10.3390/ph14090908.
- mit T. Köthe, S. Martin, G. Reich: Dual asymmetric centrifugation as a novel method to prepare highly concentrated dispersions of PEG-b-PCL polymersomes as drug carriers. in International Journal of Pharmaceutics.  Band 579, 2020, 119087, doi:10.1016/j.ijpharm.2020.119087
- mit A. Zaremba, F. Helm: Impact of Zn2+ on ABC Transporter Function in Intact Isolated Rat Brain Microvessels, Human Brain Capillary Endothelial Cells, and in Rat in Vivo. in Molecular Pharmaceutics. Band 16(1), 2019, S. 305–317, doi:10.1021/acs.molpharmaceut.8b00987.
- mit A. Mahringer, A. Bernd, D.S.Miller: Aryl hydrocarbon receptor ligands increase ABC transporter activity and protein expression in killifish (Fundulus heteroclitus) renal proximal tubules. in  Biological Chemistry. Band 400, 2019, S. 1335–1345, doi:10.1515/hsz-2018-0425.
- mit A. Zaremba, D.S. Miller: Zinc chloride rapidly stimulates efflux transporters in renal proximal tubules of killifish (Fundulus heteroclitus). in  Toxicology and Applied Pharmacology.2017 Sep 4. pii: S0041-008X(17)30367-8. doi:10.1016/j.taap.2017.09.001
- mit P. Uhl, S. Pantze, P. Storck, J. Parmentier, D. Witzigmann, G. Hofhaus, J. Huwyler, W. Mier: Oral delivery of vancomycin by tetraether lipid liposomes. in  European Journal of Pharmaceutical Sciences. Band 108, 2017, S. 111–118, doi:10.1016/j.ejps.2017.07.013.
- mit A. Mahringer: ABC transporters at the blood-brain barrier. in  Expert Opinion on Drug Metabolism & Toxicology. Band 12, Nummer 5, 2016, S. 499–508, doi:10.1517/17425255.2016.1168804.
- mit J. Parmentier, G. Hofhaus, S. Thomas, LC Cuesta, F. Gropp, R. Schröder, K. Hartmann: „Improved oral bioavailability of human growth hormone by a combination of liposomes containing bio-enhancers and tetraether lipids and omeprazole.“ in Journal of Pharmaceutical Sciences. Band 103, Nummer 12, 2014, S. 3985-3889, doi:10.1002/jps.24215.
- mit A. Ćurić A, BL. Keller, R. Reul, J. Möschwitzer: Development and lyophilization of itraconazole loaded poly(butylcyanoacrylate) nanospheres as a drug delivery system. in European Journal of Pharmaceutical Sciences. Band 78, 2015, S. 121–131, doi:10.1016/j.ejps.2015.07.010.
- mit M. Kolter, M. Ott, C. Hauer und I. Reimold: Nanotoxicity of poly(n-butylcyano-acrylate) nanoparticles at the blood-brain barrier, in human whole blood and in vivo. in Journal of Controlled Release. Band 10, Nummer 197, 2015, S. 165–179, doi:10.1016/j.jconrel.2014.11.005.
- mit J. Parmentier, B. Thewes und F. Gropp: Oral peptide delivery by tetraether lipid liposomes. In: International Journal of Pharmaceutics. Band 415, Nummer 1–2, August 2011, S. 150–157, ISSN 1873-3476. doi:10.1016/j.ijpharm.2011.05.066. PMID 21664955.
- mit E. A. Neuwelt, B. Bauer, C. Fahlke, C. Iadecola, D. Janigro, L. Leybaert, Z. Molnár, M. E. O’Donnell, J. T. Povlishock, N. R. Saunders, F. Sharp, D. Stanimirovic, R. J. Watts und L. R. Drewes: Engaging neuroscience to advance translational research in brain barrier biology. In: Nature Reviews Neuroscience. Band 12, Nummer 3, März 2011, S. 169–182, ISSN 1471-0048. doi:10.1038/nrn2995. PMID 21331083. PMC 3335275 (freier Volltext). (Review).
- mit A. Mahringer: BCRP at the blood-brain barrier: genomic regulation by 17?-estradiol. In: Molecular Pharmaceutics. Band 7, Nummer 5, Oktober 2010, S. 1835–1847, ISSN 1543-8392. doi:10.1021/mp1001729. PMID 20735085.
- mit M. Ott, M. Huls und M. G. Cornelius: St. John's Wort constituents modulate P-glycoprotein transport activity at the blood-brain barrier. In: Pharmaceutical Research. Band 27, Nummer 5, Mai 2010, S. 811–822, ISSN 1573-904X. doi:10.1007/s11095-010-0074-1. PMID 20229133.
- mit A. Mahringer und J. Delzer: A fluorescence-based in vitro assay for drug interactions with breast cancer resistance protein (BCRP, ABCG2). In: European Journal of Pharmaceutics and Biopharmaceutics Band 72, Nummer 3, August 2009, S. 605–613, ISSN 1873-3441. doi:10.1016/j.ejpb.2009.01.010. PMID 19572416.
- mit C. MacLean, U. Moenning und A. Reichel: Closing the gaps: a full scan of the intestinal expression of p-glycoprotein, breast cancer resistance protein, and multidrug resistance-associated protein 2 in male and female rats. In: Drug Metabolism and Disposition. Band 36, Nummer 7, Juli 2008, S. 1249–1254, ISSN 1521-009X. doi:10.1124/dmd.108.020859. PMID 18378562.
- G. Fricker: Drug interactions with natural products at the blood brain barrier. in: Curr Drug Metab. 9, 2008, S. 1019–1026. PMID 19075618 (Review)
- mit C. Baehr und V. Reichel: Choroid plexus epithelial monolayers – a cell culture model from porcine brain. In: Cerebrospinal Fluid Res. 21, 2006, S. 13. PMID 17184532, PMC 1774582 (freier Volltext)
- mit C. H. Baehr und D. S. Miller: Fluorescein-methotrexate transport in dogfish shark (Squalus acanthias) choroid plexus. In: Am J Physiol. 291, 2006, S. R464–472. PMID 16914433
- mit A. M. Hartz, B. Bauer und D. S. Miller: Rapid modulation of P-glycoprotein-mediated transport at the blood-brain barrier by tumor necrosis factor-alpha and lipopolysaccharide. In: Mol Pharmacol. 69, 2006, S. 462–470. PMID 16278373
- mit B. Bauer, A. M. Hartz und D. S. Miller: Pregnane X receptor up-regulation of P-glycoprotein expression and transport function at the blood-brain barrier. In: Mol Pharmacol. 66, 2004, S. 413–419. PMID 15322232
- mit A. M. Hartz, B. Bauer und D. S. Miller: Rapid regulation of P-glycoprotein at the blood-brain barrier by endothelin-1. In: Mol Pharmacol. 66, 2004, S. 387–394. PMID 15322229
- mit B. Bauer und D. S. Miller: Compound profiling for P-glycoprotein at the blood-brain barrier using a microplate screening system. In: Pharm Res. 20, 2003, S. 1170–1176. PMID 12948014
- mit S. Fellner, B. Bauer, D. S. Miller, M. Schaffrik, M. Fankhanel, T. Spruss, G. Bernhardt, C. Graeff, L. Farber, H. Gschaidmeier und A. Buschauer: Transport of paclitaxel (Taxol) across the blood-brain barrier in vitro and in vivo. In: J Clin Invest. 110, 2002, S. 1309–1318. PMID 12417570, PMC 151606 (freier Volltext)
- mit S. Nobmann und D. S. Miller: Permeability of porcine blood brain barrier to somatostatin analogues. In: Br J Pharmacol. 135, 2002, S. 1308–1314. PMID 11877340, PMC 1573221 (freier Volltext)
- mit D. S. Miller, C. Graeff, L. Droulle und S. Fricker: Xenobiotic efflux pumps in isolated fish brain capillaries. In: Am J Physiol Regul Integr Comp Physiol. 282, 2002, S. R191–198. PMID 11742838
- mit J. Drewe, H. Gutmann, M. Torok, C. Beglinger und J. Huwyler: HIV protease inhibitor ritonavir: a more potent inhibitor of P-glycoprotein than the cyclosporine analog SDZ PSC 833. In: Biochem Pharmacol. 57, 1999, S. 1147–1152. PMID 11230802